# アルマス (シャルルマーニュ伝説)
アルマス（フランス語: Almace）は、シャルルマーニュ伝説に登場する大司教テュルパン（またはチュルパン）の剣。11世紀古フランス語の武勲詩『ローランの歌』やその他の武勲詩、それらの翻訳・翻案作品に登場する。
剣名の意味解釈は諸説ある（ § 語釈にて後述）。

## 登場作品と用例
『ローランの歌』では、テュルパンの剣として登場する。作中では刃の鋭さが謳われており、一部の日本語訳では「氷の刃」と表現されている。異本ではエーグルデュール（Aigredure）等とも表記される。
12世紀末の武勲詩『エイモンの四人の息子』（または『ルノー・ド・モントーバン』）では、モージに盗み出される。
13世紀中頃の武勲詩『ジョフロワ』にも登場するが、オートミーズ（Hautemise）と剣は呼ばれている。

### 北欧サガ版
13世紀後半に古ノルド語散文で書かれた翻案作品（騎士のサガ）の一つ『カルル大王のサガ』では、アルマツィア（Almacia）の表記で登場する。作中では、カルル大王（＝シャルルマーニュ）に献上された三振りの名剣の一つとして登場する。献上した者が語るには、ガラント 、すなわちウェイランド・スミスによって7年掛けて鍛えられた業物であるとされる。
カルル大王が鋼鉄を試し斬りして、切れ味が上がっていくのを確かめ、小傷させた剣をクルト（＝クルタン, Kurt）、掌幅以上切りこんだのをアルマツィア（＝アルマス）、足の長さ半分以上の欠片を切り落としたのをデュルムダリ（＝デュランダル, Dyrumdali）と名付けた。またアルマツィアはカルル大王から「異教徒を斬るのに良さそうだ」と評されている。
その後、異教徒と戦うための武器を求めたトゥルピン（＝テュルパン, Turpin）に、カルル大王はアルマツィアを下賜した。

## 語釈
アルマス "Almace" はフランス語で読み下して "alme  hache" つまり 「聖なる斧」の意と解釈できる、とベルギーの言語学者リタ・ルジュンヌは主張した。
しかしながら、アラビア語に語釈を求める説も幾つかある。
例えば「モーセの剣」を意味する"al-Mūsā"（ال ماضي）が元になったと、ヘンリー・カハネ、ルネ―・カハネら夫妻は論じている。また、このアラブ語形に最も近いのが『ロランの歌』V4本にある異綴りAlmuceであろうと指摘する。
これを受けて、元はアラビア語の"al-māsu"であり、要するにアラビア語で"ダイアモンド"を意味する「アルマス」（ألماس）が本来の名称だろうと、アルヴァロ・ガルメス・デ・フエンテスが反論。固有名詞の由来説には否定的であった。
また異説として、al-māḍī（الماضي） すなわち"切るもの、切れる、鋭利"こそがそのアラビア語での剣名だと、ジェイムス・A・ベラミーは主張した。しかしこの語にあるダード（ḍ, ض）の字はサード（ṣ, ص）の字と点の有無しか違わないため、書き違えやすく、そのようにヨーロッパ人によって誤読された、と論ぜられる。